# Alexandre Daigle
Alexandre Daigle (* 7. Februar 1975 in Montreal, Québec) ist ein ehemaliger kanadischer Eishockeyspieler, der im Verlauf seiner aktiven Karriere zwischen 1991 und 2010 unter anderem 628 Spiele für die Ottawa Senators, Philadelphia Flyers, Tampa Bay Lightning, New York Rangers, Pittsburgh Penguins und Minnesota Wild in der National Hockey League (NHL) auf der Position des rechten Flügelstürmers bestritten hat. Einen signifikanten Teil seiner Laufbahn verbrachte Daigle, der im NHL Entry Draft 1993 als Gesamterster von den Ottawa Senators ausgewählt worden war, in der Schweizer National League A beim HC Davos, Fribourg-Gottéron und den SCL Tigers.

## Karriere
Alexandre Daigle wurde als eines der größten Eishockeytalente Nordamerikas und als möglicher Nachfolger von Wayne Gretzky gehandelt. Bereits in der Juniorenliga Ligue de hockey junior majeur du Québec brach er mehrere Rekorde und erhielt mehrere Preise für sein Können auf dem Eis. Daigle sollte im NHL Entry Draft 1993 von einem NHL-Team ausgewählt werden. Die Ottawa Senators spielten am Ende der Saison, da sie die Playoff-Plätze verfehlt hatten, besonders schlecht, damit sie den letzten Platz in der Liga belegten und somit das erste Wahlrecht im NHL Entry Draft hatten, da sie besonders interessiert an Daigle waren. Sie wählten mit ihrem gesamtersten Wahlrecht Alexandre Daigle und zogen ihn damit sogar späteren NHL-Stammkräften wie Chris Pronger oder Paul Kariya vor.
Daigle erhielt mit einem Fünf-Jahres-Vertrag, der ihm insgesamt 12,25 Millionen US-Dollar einbringen sollte, den größten Vertrag, den je ein Rookie in der Geschichte der NHL erhalten hatte. Das führte dazu, dass die NHL wenig später eine Gehaltsobergrenze für Neuprofis einführte. Daigle konnte nie den Erwartungen gerecht werden. Er wurde durch den Russen Alexei Jaschin spielerisch in den Schatten gestellt und wurde oft kritisiert, dass er nicht genug Einsatz und Motivation zeige. Nach mehreren enttäuschenden Saisons hatten das Management und die Fans genug und Daigle wurde im Januar 1998 zu den Philadelphia Flyers transferiert. In den folgenden zwei Jahren spielte er außerdem noch für die Tampa Bay Lightning und die New York Rangers. 2000 beendete er seine Karriere, weil er eine Karriere in Hollywood starten wollte.
Im Herbst 2002 kehrte er zurück ins Eishockey-Geschäft. Er unterschrieb einen Vertrag bei den Pittsburgh Penguins, wo er ein Jahr spielte. Der Vertrag lief aus und wurde nicht verlängert. Die Minnesota Wild nahmen ihn unter Vertrag und in seiner ersten Saison stellte er mit 51 Punkten seinen persönlichen Rekord ein. Im März 2006 wurde in die American Hockey League zu den Houston Aeros geschickt. Für diese absolvierte er aber kein Spiel und wurde nach nur einer Woche innerhalb der Liga an die Manchester Monarchs abgegeben.
Am 5. Mai 2006 wurde bekannt, dass Daigle einen Zwei-Jahres-Vertrag beim Schweizer Team HC Davos unterschrieben hat. In der Saison 2006/07 der Nationalliga A belegte er den zweiten Platz der Scorerliste mit 61 Punkten in 44 Spielen und gewann den Meistertitel mit dem HC Davos. Bereits im Dezember 2006 wurde sein Vertrag bis 2011 verlängert. In der Saison 2008/09 gewann er seine zweite Meisterschaft mit den Davosern, erzielte jedoch weniger Scorerpunkte als zuvor. Die folgende Spielzeit verbrachte der Kanadier überwiegend bei den SCL Tigers, bei denen er als Leihspieler im Einsatz stand und diese auch dank seinen Leistungen den Ligaerhalt schafften. Dennoch wurde im April 2010 sein Kontrakt seitens des HC Davos aufgelöst, woraufhin der 35-Jährige seine aktive Karriere beendete.

## Erfolge und Auszeichnungen
| - 1992 LHJMQ Second All-Star Team - 1992 Coupe RDS - 1992 Trophée Michel Bergeron - 1992 CHL All-Rookie Team - 1992 CHL Rookie of the Year - 1993 LHJMQ First All-Star Team | - 1993 Trophée Michael Bossy - 1993 CHL Top Draft Prospect Award - 1993 NHL-Rookie des Monats Oktober - 2006 Spengler-Cup-Gewinn mit dem HC Davos - 2007 Schweizer Meister mit dem HC Davos - 2009 Schweizer Meister mit dem HC Davos |

### International
- 1993 Goldmedaille bei der Junioren-Weltmeisterschaft
- 1995 Goldmedaille bei der Junioren-Weltmeisterschaft

## Karrierestatistik

### International
Vertrat Kanada bei:
- Junioren-Weltmeisterschaft 1993
- Junioren-Weltmeisterschaft 1995

(Legende zur Spielerstatistik: Sp oder GP = absolvierte Spiele; T oder G = erzielte Tore; V oder A = erzielte Assists; Pkt oder Pts = erzielte Scorerpunkte; SM oder PIM = erhaltene Strafminuten; +/− = Plus/Minus-Bilanz; PP = erzielte Überzahltore; SH = erzielte Unterzahltore; GW = erzielte Siegtore; 1 Play-downs/Relegation; Kursiv: Statistik nicht vollständig)